# (9266) Holger
(9266) Holger est un astéroïde découvert le 2 septembre 1978 par l'astronome suédois Claes-Ingvar Lagerkvist (membre de l'observatoire astronomique d'Uppsala), à partir du télescope de l'observatoire de La Silla.
Il a été baptisé en référence à l'astronome danois Holger Pedersen.